# Tomek i przyjaciele: Wyprawa poza wyspę Sodor
Tomek i przyjaciele: Wyprawa poza wyspę Sodor (ang. Thomas & Friends: Journey Beyond Sodor) – film pełnometrażowy serialu Tomek i przyjaciele. W Wielkiej Brytanii film animowany, niebieskiej lokomotywy. W Polsce film został również wydany na płycie DVD. Premiera filmu w Wielkiej Brytanii miała miejsce w 2017 roku, a w Polsce rok później.

## Fabuła
Pewnego dnia Henio ciągnie pociąg towarowy z wyspy Sodor na ląd. Na stacji Vicarstown z powodu błędnie działającego semafora uderza w pociąg Hirka i wykoleja się.
Tymczasem Tomek kłóci się z Kubą, o to, który z nich jest ulubioną lokomotywą zawiadowcy. Kuba zapewnia go, że to on jest ulubieńcem Pana Szyneczki, gdyż otrzymał zadanie przewiezienia słynnych muzyków. Tomkowi, którego praca polega na odebraniu świń gospodarza jest przykro.
Wieczorem Tomek podsłuchuje rozmowę zawiadowcy, z której wynika, że zamierza on wysłać Kubę z pociągiem Henia na ląd. Niebieska lokomotywa postanawia dokuczyć Kubie i śmieje się z niego, że ten będzie musiał ciągnąć pociąg towarowy. Ku zaskoczeniu Kuba odpowiada mu, że nie przejmuje się tym bo najważniejsze dla niego jest to, że będzie mógł odwiedzić kontynent. Tomek postanawia użyć podstępu. Bez wiedzy Kuby odbiera jego wagony przed nim i jedzie na ląd. Gdy Rózia informuje Kubę co zrobił Tomek, jest już za późno. Tomek opuszcza wyspę i wraz z wagonami Henia wjeżdża na ląd.
Kuba przyjeżdża do warsztatu, gdzie jest naprawiany Henio. Skarży się zawiadowcy na zachowanie Tomka. Ten jednak jest zbyt zajęty aby działać. Każe czerwonej lokomotywie pracować na linii Tomka. Ta jest bardzo zła. Wykonuje swoją pracę niewłaściwe, przez co Ania i Klara mają nadzieję na szybki powrót Tomka.
Tymczasem na lądzie Tomek wpada w konflikt z wielkim dźwigiem o imieniu Bernard. Gdy wyrusza w dalszą drogę, Zjeżdża na nieznany teren. kończy mu się węgiel i zatrzymuje się w miejscu. Podjeżdżają do niego dwie eksperymentalne lokomotywy, Lexi i Theo. Tomek się z nimi zaprzyjaźnia. Nieznajomi mówią mu, że jest z nimi jeszcze jedna lokomotywa o imieniu Merlin, która może stawać się niewidzialna. Tomek prosi ich aby wskazali mu drogę do miejsca, do którego miał dostarczyć swoje wagony. Eksperymentalne lokomotywy jednak nie potrafią mu pomóc.
Tomek jedzie dalej w głąb lądu i zauważa wielką fabrykę. Gdy podjeżdża bliżej, stwierdza, że to wielka huta. Spotyka tam dwie lokomotywy, Huragana i Franię. Wiedzą gdzie jest cel podróży Tomka, ale proponują mu przed odjazdem spędzenie nocy w hucie. Pokazują mu jej cały teren i wskazują hangar, w którym będzie spał. Tymczasem na wyspie Sodor wszyscy zaczynają się zastanawiać gdzie jest Tomek.

## Głosu Użyczyli

### Wersja angielska
- Mark Moraghan – narrator
- John Hasler – Tomek
- Keith Wickham – Edek, Henio, Gabryś i Pan Szyneczka
- Rob Rackstraw – Kuba i Tobik
- Nigel Pilkington – Piotruś
- Teresa Gallagher – Emilka
- Nicola Stapleton – Rózia
- Lucy Montgomery – Lusia
- Darren Boyd – Theo
- Hugh Bonneville – Merlin
- Jim Howick – Huragan
- Rasmus Hardiker – Filip
- Sophie Colquhoun – Frankie
- Colin McFarlane – Bernard

### Wersja amerykańska
- Mark Moraghan – narrator
- Joseph May – Tomek
- William Hope – Edek i Tobik
- Kerry Shale – Henio i Gabryś
- Rob Rackstraw – Kuba
- Christopher Ragland – Piotruś
- Jules de Jongh – Emilka
- Nicola Stapleton – Rózia
- Lucy Montgomery – Lusia
- Darren Boyd – Theo
- Hugh Bonneville – Merlin
- Jim Howick – Huragan
- Rasmus Hardiker – Filip
- John Schwab – Spalinowa Lokomotywa Manewrowa
- Sophie Colquhoun – Frankie
- Teresa Gallagher – Ania i Klara
- Colin McFarlane – Bernard
- Keith Wickham – Pan Szyneczka

### Dubbing 1
Głosów użyczyli:
- Anna Apostolakis-Gluzińska –
  - Ania,
  - Nieznośny wagonik 6
- Lidia Sadowa – Klara
- Mateusz Kwiecień –
  - Spalinowy 1,
  - Nieznośny wagonik 5
- Wojciech Chorąży –
  - Edek,
  - Tobik
- Beata Wyrąbkiewicz –
  - Emilka,
  - Nieznośny wagonik 1
- Anna Sztejner-Pierczyńska – Frankie
- Sławomir Pacek – Gabryś
- Maksymilian Michasiów –
  - Henio,
  - Nieznośny wagonik 2
- Konrad Makowski – Huragan
- Waldemar Barwiński – Kuba
- Marta Dobecka – Lusia
- Stefan Knothe – Narrator
- Mikołaj Klimek – Gruby Zawiadowca
- Stefan Pawłowski – Theo
- Janusz Zadura – Tomek
- Marta Dylewska – Nieznośny wagonik 3
- Agata Skórska – Nieznośny wagonik 4
- Michał Podsiadło – dźwig Bernard
- Grzegorz Pawlak – Merlin

Piosenki wykonali:
- „Ktoś przecież musi być najlepszy”: Waldemar Barwiński, Krzysztof Pietrzak
- „Jaki Tomek?”: Michał Podsiadło, Krzysztof Pietrzak, Adam Krylik, Katarzyna Owczarz
- „To najcieplejsze miejsce: Anna Sztejner-Pierczyńska, Adam Krylik, Krzysztof Pietrzak
- „W domu chcę być: Krzysztof Pietrzak
- „Co umiem ja, co umiesz ty”: Katarzyna Owczarz, Stefan Pawłowski, Grzegorz Pawlak
- „Bo najważniejsze to przyjaciół mieć”: Krzysztof Pietrzak, Waldemar Barwiński, Katarzyna Owczarz, Adam Krylik

Dialogi polskie i teksty piosenek: Jakub Osiński

Reżyseria: Anna Apostolakis-Gluzińska

Dźwięk: Hanna Makowska

Kierownictwo produkcji: Anna Krajewska

Opracowanie wersji polskiej: Start International Polska

Opieka artystyczna: Philip Syvertsen

### Dubbing 2
Wersja polska: Master Film dla Cass Film

Reżyseria: Paweł Leśniak

Dialogi: Joanna Klimkiewicz

Dźwięk i montaż: Izabela Waśkiewicz

Kierownictwo produkcji: Roksana Dziadek

Wystąpili:
- Janusz Zadura – Tomek
- Wojciech Chorąży – Edek
- Aleksander Mikołajczak – Huragan (Sztorm)
- Zbigniew Suszyński – Theo
- Wiktor Zborowski – Narrator

oraz:
- Jarosław Domin – Tobik
- Cezary Kwieciński – Henio

W pozostałych rolach:
- Lucyna Malec – Frankie
- Sławomir Pacek – Gabryś
- Przemysław Glapiński – Pan Dyrektor
- Grzegorz Pawlak – Merlin
- Grzegorz Drojewski – Piotruś
- Sebastian Machalski – Dźwig Bernard
- Anna Wodzyńska – Nieznośny wagonik 3
- Agata Gawrońska-Bauman – Ania
- Joanna Pach – Emilka

i inni
Lektor:
- Roch Siemianowski,
- Wiktor Zborowski (piosenka)

### Dubbing 3
Wersja polska: Telewizja Polska – TVP KULTURA

Reżyseria: Maria Brzostyńska

Dialogi: Dorota Dziadkiewicz-Brewińska na podstawie tłumaczenia: Arlety Walczakiej

Realizacja dźwięku: Jakub Milencki

Montaż: Zofia Dmoch

Kierownictwo produkcji: Monika Wojtysiak

Wystąpili:
- Jacek Sołtysiak – Parowóz Tomek
- Stefan Knothe –
  - Narrator,
  - Theo
- Waldemar Barwiński –
  - Parowóz Kuba,
  - Parowóz Edek,
  - Dźwig Bernard
- Krzysztof Strużycki –
  - Sztorm,
  - Nieznośny wagonik 5,
  - Merlin
- Mirosław Jękot – Parowóz Tobik
- Rafał Żabiński – Parowóz Gabryś
- Michał Filipiak – Pan Dyrektor
- Grzegorz Wons – Nieznośny wagonik 2
- Kacper Kuszewski – Henio
- Urszula Błasiak – Ania
- Iwona Rulewicz –
  - Frankie,
  - Emilka,
  - Lusia,
  - Nieznośny wagonik 3

i inni
Wykonanie piosenki: Sylwia Wiśniewska, Kuba Badach, Wojciech Paszkowski, Tomasz Błasiak, Anna Gębalówna, Wojtek Dmochowski, Wojciech Kamiński i Stefan Każuro
Lektor tytułu filmu: Adam Biedrzycki

### Lektor Puls 2
Wersja polska: Studio Publishing

Tekst: Małgorzata Kochańska

Czytał: Stefan Knothe